# Estação Pinheiro Machado
A Estação Pinheiro Machado é uma das estações do VLT da Baixada Santista, situada em Santos, entre a Estação Nossa Senhora de Lourdes e a Estação Bernardino de Campos. É administrada pela ARTESP.
Foi inaugurada em 23 de junho de 2015. Localiza-se no cruzamento da Rua Doutor Gaspar Ricardo com a Avenida Senador Pinheiro Machado. Atende o bairro de José Menino, situado no Litoral da cidade.